# Shaquille Cairo
Shaquille Cairo (Paramaribo, 16 oktober 2001) is een Surinaams voetballer. Hij speelt voor Inter Moengotapoe en in het Surinaamse voetbalelftal